# 대성학교
대성학교(大成學校)는 1908년 9월부터 1912년 조선총독부 학무국에 의해 강제 폐교될 때까지 존재한 교육기관이다. 대한제국 말기부터 일제강점기 초기까지 안창호와 윤치호에 의해 평양에서 설립, 운영되었다.

## 개요
도산 안창호가 융희 원년에 선천군, 철산군 등에서 김진후의 희사금(喜捨金) 2만원과 오치은의 재정적 원조를 얻어 평양에 설립한 학교로 교장에는 윤치호가 임명되었다.
미국에서 돌아온 도산이 위기에 처한 조국의 부흥을 위해서 먼저 산업을 일으키고, 자력으로 독립을 찾아 지킬 수 있는 지도자를 양성해야 한다는 신념에서 세웠다. 그는 특히 자아혁신·자기개조를 통한 민족혁신·민족개조를 강조하였다. 대성학교의 교육방침은,
1. 건전한 인격의 함양,
2. 애국 정신이 투철한 민족운동가의 양성,
3. 실력을 구비한 인재의 육성,
4. 건강한 체력의 단련 등이었다.

인재 양성을 통한 애국계몽 운동이 목적이었고, 대한제국 군인 출신의 체육 교사를 초빙하여 군사 교육도 실시하였다. 그러나 안창호가 105인 사건에 연루되고 1910년에 망명하면서 조선총독부의 탄압을 받았다.
설립시기에 대해서는 1907년에 개교했다는 설과 1908년에 설립되었다는 설 이 있다.
1912년에 제1회 졸업생을 배출하고 폐교하였다. 짧은 시간 동안만 운영되었으나, 비슷한 시기 이승훈이 정주에 세운 오산학교와 함께 서북 지역 민족 교육과 애국계몽 운동의 근거지가 되었다.

## 저명한 동문
대성학교는 제1회 졸업생을 배출하고 문을 닫았기 때문에, 정식으로 졸업한 학생은 19명뿐이다. 이 가운데 군인/독립운동가로 활동한 서왈보와 오동진, 그리고 목사이자 작가로 활동한 전영택 등이 있다.

## 같이 보기
- 오산학교
- 신민회